# Julián Martín de Retamosa
Julián Martín de Retamosa (Cartagena, 18 de marzo de 1745-Madrid, 1827) es considerado el «último gran innovador español de la arquitectura naval en madera».
Bajo sus órdenes se construyeron el Montañés (1794), el  Neptuno (1795) y el Argonauta (1796),  considerados, junto con los llamados «meregildos» diseñados por su predecesor Romero Landa, entre los mejores navíos de línea de su época.

## Biografía
Tras servir como teniente en el Regimiento de Dragones, entre 1769 y 1775 fue alférez de navío y participó en la Expedición contra Argel de 1775.
Participó, al mando de la bombarda Santa Eulalia, en la expedición del marqués de Casa-Tilly, futuro capitán general de la Real Armada, para rescatar la Colonia del Sacramento, una campaña naval de 97 barcos artillados de transporte y 19 navíos de guerra, y ocupó la isla de Santa Catalina.
En 1819 es nombrado comandante general del Cuerpo de Ingenieros de la Armada, cargo del cual dimite al año siguiente, siendo sustituido por Fernando Casado de Torres, quien se encargará de incorporar a la Armada los barcos de guerra de vapor.